# Лепий Врх
Лепий Врх (словен. Lepi Vrh) — поселення в общині Блоке, Регіон Нотрансько-крашка, Словенія. Висота над рівнем моря: 781,3 м.